# Angelo Italia
Angelo Italia (Licata, 8 maggio 1628 – Palermo, 5 maggio 1700) è stato un gesuita, urbanista e architetto italiano.
È stato uno dei protagonisti della stagione barocca in Sicilia nella seconda metà del seicento.

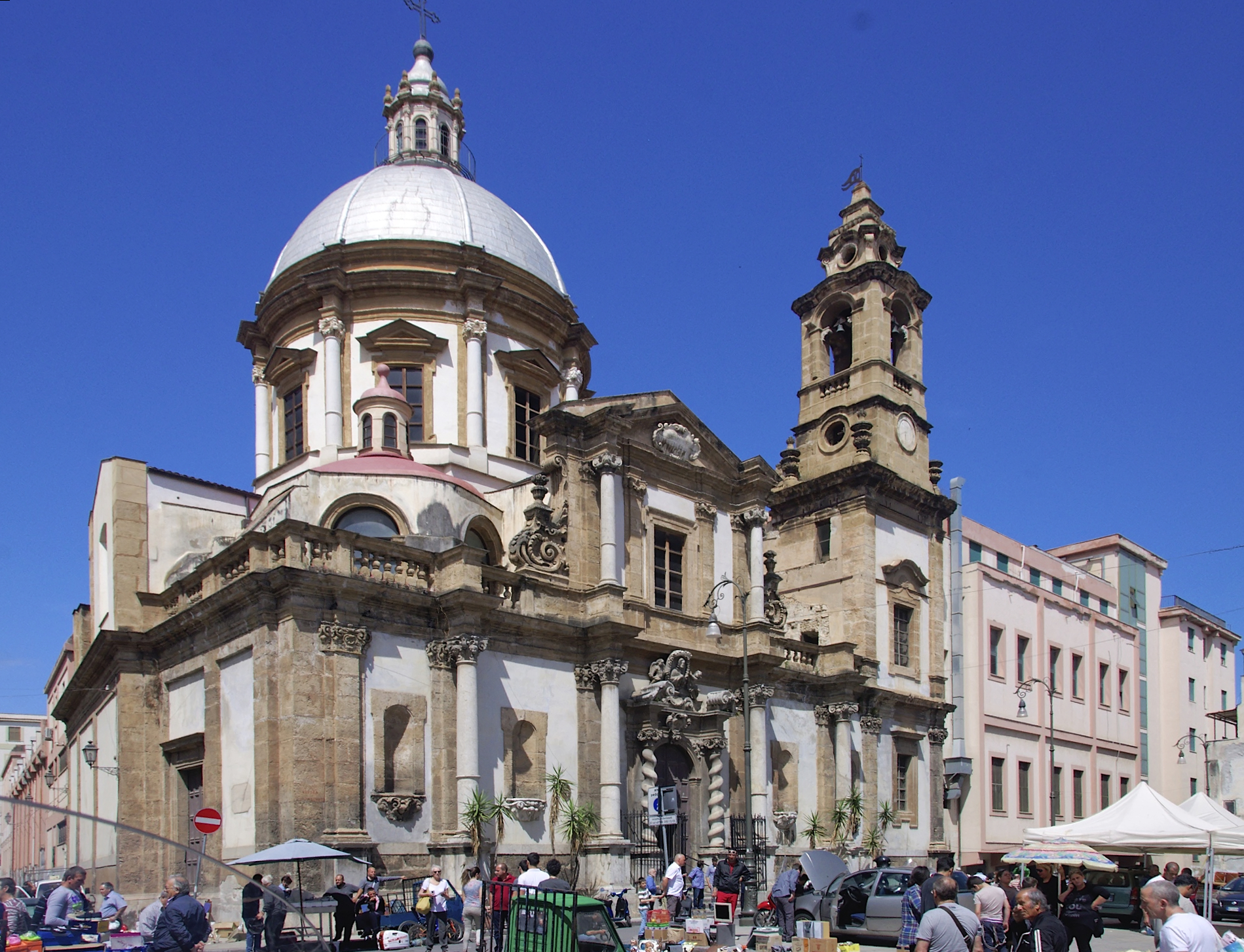
Facciata della chiesa di San Francesco Saverio, Palermo

## Biografia
I modi e i tempi della sua formazione non sono stati ancora chiariti anche se proveniva da una famiglia di muratori. Probabile che abbia iniziato come intagliatore o scalpellino nella sua città natale e poi abbia iniziato un'attività di progettista, seppure poco documentata, integrando l'attività in cantiere con una qualche formazione teorica, magari mediante la conoscenza della trattatistica d'architettura, tenuto conto che al suo ingresso, già adulto, nella Compagnia del Gesù era qualificato come "novitius coadiutor, architectus et sculptor". Nel 1671, già ultra quarantenne, diventò infatti frate gesuita e lavorò, come era consuetudine fin dal XVI secolo, soprattutto per l'ordine. Già durante il noviziato, trascorso a Messina tra il 1671 e il 1672, gli furono affidati alcuni lavori nella locale chiesa di S. Francesco Saverio. 
A Messina, in cui tornò nel 1685, ebbe modo di vedere le opere di Guarino Guarini che lo influenzarono in modo decisivo. Non è invece documentato un suo soggiorno a Roma, che comunque risulta molto probabile visto che il suo repertorio stilistico sembra presupporre la conoscenza delle opere di Borromini, Rainaldi, Dalla Porta.
Risiedette nel collegio gesuitico di Palermo e nella città si occupò direttamente dei progetti e dei lavori per la "Casa di terza probazione" (non più esistente) e dell'annessa Chiesa di San Francesco Saverio, oltre che del cantiere per Casa Professa di Palermo, realizzando una cupola per la chiesa, oggi non più esistente in quanto distrutta durante l'ultima guerra mondiale e ricostruita su disegno diverso dall'originale. Si spostò comunque in diversi centri della Sicilia, per progettazioni e consulenze richieste dalle varie sedi gesuitiche ed è ancora da chiarire in modo completo il suo ruolo in numerose realizzazioni dell'ordine tra cui il collegio di Mazzara, di Mazzarino e di Polizzi.
Tra il 1685 e il 1692 fu anche al servizio del potente e colto Carlo Carafa Branciforte principe di Butera per la realizzazione della Chiesa di S. Maria della Neve (Chiesa Madre) di Mazzarino.
Dopo il terribile terremot del 1693 si occupò della ricostruzione di Avola e Noto e rimase nella Sicilia orientale fino a poco prima della morte nel 1700.
Nello stesso periodo realizzò opere a Catania e Siracusa.
Stilisticamente prossimo alle idee di Guarino Guarini, una parte della sua opera è rappresentata dalle sperimentazioni sulla pianta centrale. A tal proposito è caratteristico il ricorso alla forma esagonale nello sviluppo in pianta di alcuni degli edifici costruiti sotto la sua direzione quali la Cappella del Crocifisso nel Duomo di Monreale e la chiesa palermitana di San Francesco Saverio, nella quale a un impianto centrico di forma ottagonale s'innestano quattro cappelle esagonali.

## Opere

### Architettura

#### Chiesa di Sant'Angelo Carmelitano a Licata (dal 1653)
L'attribuzione del progetto complessivo ad Angelo Italia e il suo ruolo nel lungo cantiere sono incerti, anche se esiste un progetto del 1658 a lui attribuito; sono state anche rilevate analogie stilistiche in particolare per la facciata. Potrebbe essere stata la sua prima opera nel periodo anteriore all'entrata nell'ordine quando ancora si muoveva nell'ambito locale, legato probabilmente all'attività di costruttore del padre. Invece è certo il progetto della cupola (1696), progettata da Angelo Italia, ormai in vecchiaia, quando intervenne sull'edificio danneggiato dal sisma del 1693. La cupola ha un insolito tamburo di forma complessa in quanto stretto tra quattro lanternini cilindrici che probabilmente dovevano assicurare una stabilità antisismica. Fu completata dopo la sua morte dal suo allievo fra Michele da Ferla.

#### Chiesa di Maria Santissima del Rosario a Palma di Montechiaro

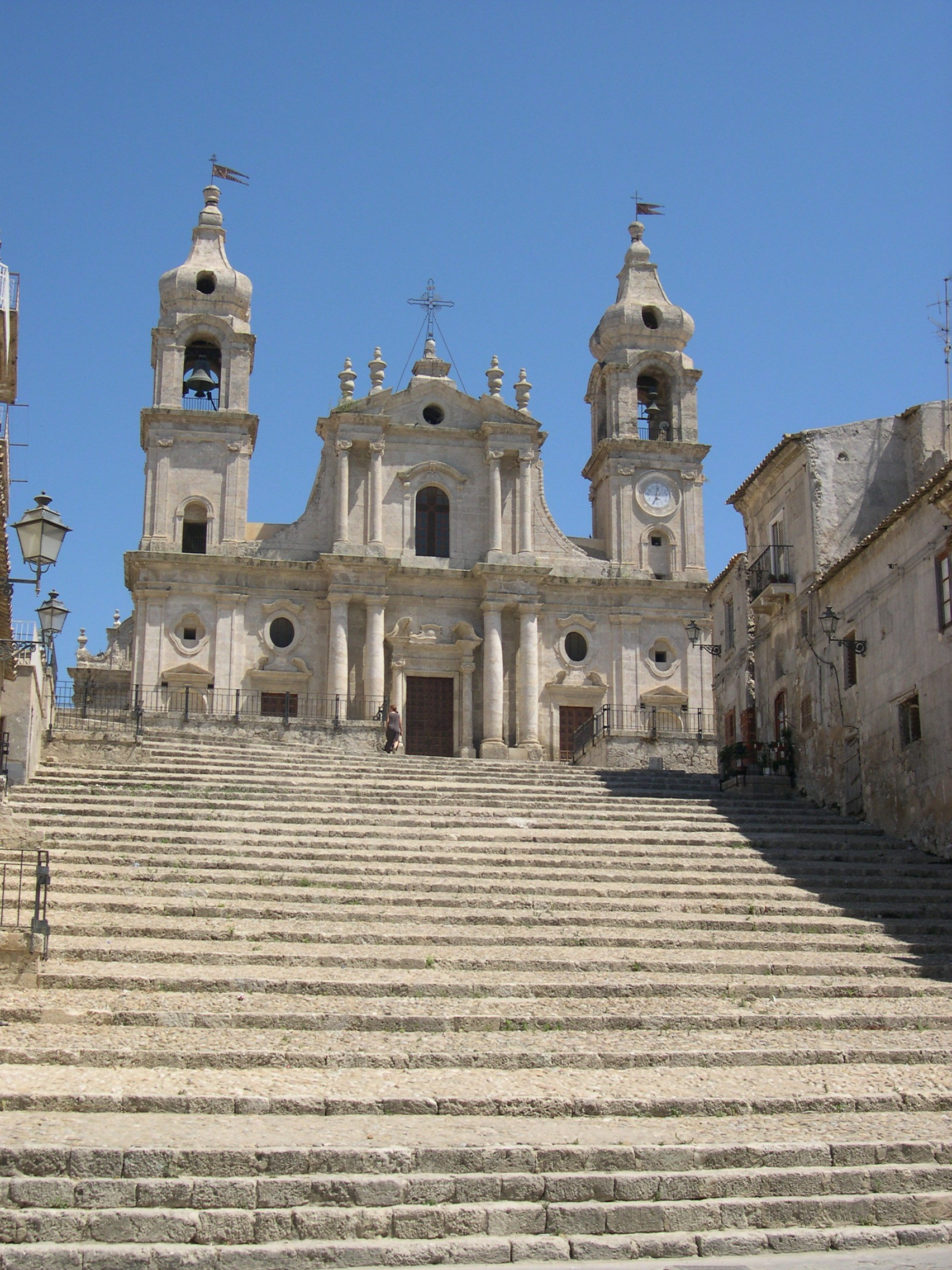
la Chiesa Madre di Palma di Montechiaro

La chiesa, è a pianta longitudinale con tre navate, transetto e cupola e fu fatta edificare a partire dal 1666 dalla famiglia Tomasi di Lampedusa, fondatori e feudatari della città. Potrebbe trattarsi di una committenza anteriore all'entrata nell'ordine anche se secondo alcuni storici Italia fu probabilmente chiamato successivamente a progettare solo la facciata chiusa tra due campanili, con due ordini sovrapposti di colonne che rilevano dalla muratura e frontoni spezzati. Tale schema, pur già sperimentato in Sicilia, dopo questa realizzazione ebbe un notevole successo durante il XVIII secolo e potrebbe essere stata il modello come tipologia architettonica e rilevanza urbanistica per diverse chiese posteriori al terremoto del 1693 tra cui la facciata della Cattedrale di Noto, anch'essa posta sulla sommità di una scenografica scalinata. 

#### Chiesa di S. Girolamo a Polizzi Generosa (1681)
Annessa al collegio dei gesuiti di Polizzi Generosa, la chiesa di San Girolamo fu quasi contemporanea alla più conosciuta chiesa di San Francesco Saverio a Palermo e presenta anch'essa una pianta centrale ottagonale con cappelle radiali, a dimostrazione dell'interesse dell'architetto per questa tipologia architettonica. Anche il collegio (oggi palazzo comunale fu progettato da Italia. 

#### Chiesa di San Francesco Saverio a Palermo (1685)
La Chiesa di San Francesco Saverio fu progettata nel 1680 e realizzata tra il 1684 e il 1711 nel quartiere dell'Albergheria a Palermo. Nel 1700, quando Italia morì, la chiesa ancora mancava della finitura in stucco interna del secondo ordine della facciata, e della cupola.
Faceva parte di una delle sedi su cui si sviluppò la straordinaria presenza dei Gesuiti in città: il complesso edilizio della cosiddetta terza probazione (scuola di perfezionamento spirituale per giovani coadiutori destinati alle cariche maggiori nella gerarchia dell’ordine). Italia progettò anche la "Casa" organizzata su tre cortili interni che è andata distrutta. L'edificio della chiesa è considerato il capolavoro dell'architetto e presenta un complesso impianto centrale ottagonale, risultato di una sovrapposizione tra una pianta a croce greca e un quadrato, in corrispondenza dei cui vertici si trovano quattro cappelle a pianta esagonale collegate tra di loro a formare una sorta di deambulatorio. Lo spazio centrale è coperto con un'ampia cupola poggiante solo su robuste colonne. Le cappelle laterali sono anch'esse coperte con piccolo e luminose cupolette.
Il risultato è uno spazio complesso e pienamente barocco i cui riferimenti possono essere cercati nell'opera di Guarini e del Borromini, anche se si è ipotizzata anche una derivazione dal modello delle chiese bizantine a 5 cupole che Italia poteva osservare a Palermo nella Chiesa di Santa Lucia al Borgo (oggi scomparsa). Nell'edificio sono state ricercate complesse simbologie e richiami al Tempio salomonico. La chiesa inoltre può richiamare il modello del San Carlino di Borromini, con la modifica dell'ovale ricondotto a cerchio e le 4 cappelle esagonali aperte sul vano centrale. La cupola, pensata senza tamburo, fu realizzata dopo la morte dell'autore che per questo eccezionale spazio interno aveva previsto la luce incrociata proveniente appunto dalle cupolette delle 4 cappelle esagonali.

#### Duomo di Santa Maria della Neve di Mazzarino

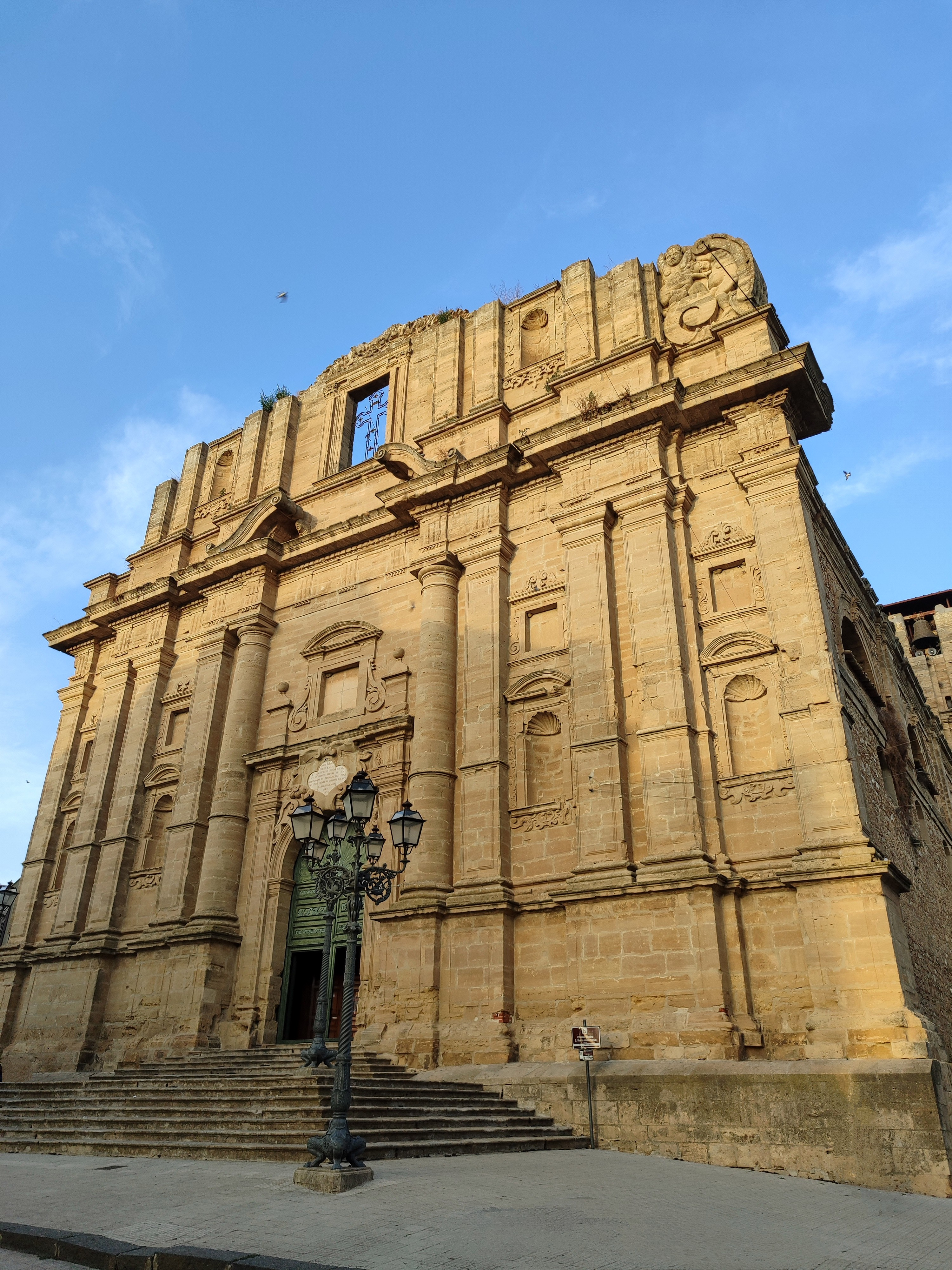
Duomo di Mazzarino

Chiesa Madre della città di Mazzarino, commissionata da Carlo Maria Carafa Branciforte principe di Butera, fu progettata con un'unica grande navata coperta a botte (sull'esempio della Cattedrale di Piazza Armerina). 
La presenza in cantiere di Angelo Italia è documentata, a varie riprese, fin dal 1685. Tuttavia la costruzione degli altri suoi progetti a Mazzarino per il collegio gesuitico e la relativa chiesa dedicata a Sant’Ignazio, fu avviata solo nel 1694 ed è quindi improbabile che Italia abbia potuto seguire la costruzione, se non con qualche sopralluogo del suo allievo e collaboratore Michele da Ferla. Peraltro nel 1695 morì il committente, che comunque aveva lasciato un lascito in denaro per la costruzione.
La chiesa rimase incompiuta, forse per difficoltà tecniche relative alla copertura a volta, forse per difficoltà economiche, e fu completata solo nell'Ottocento, ma a tre navate. Rimane come testimonianza del progetto originale la facciata, rimasta incompleta.

#### Chiesa di Sant'Ignazio di Loyola a Mazzarino (1694)

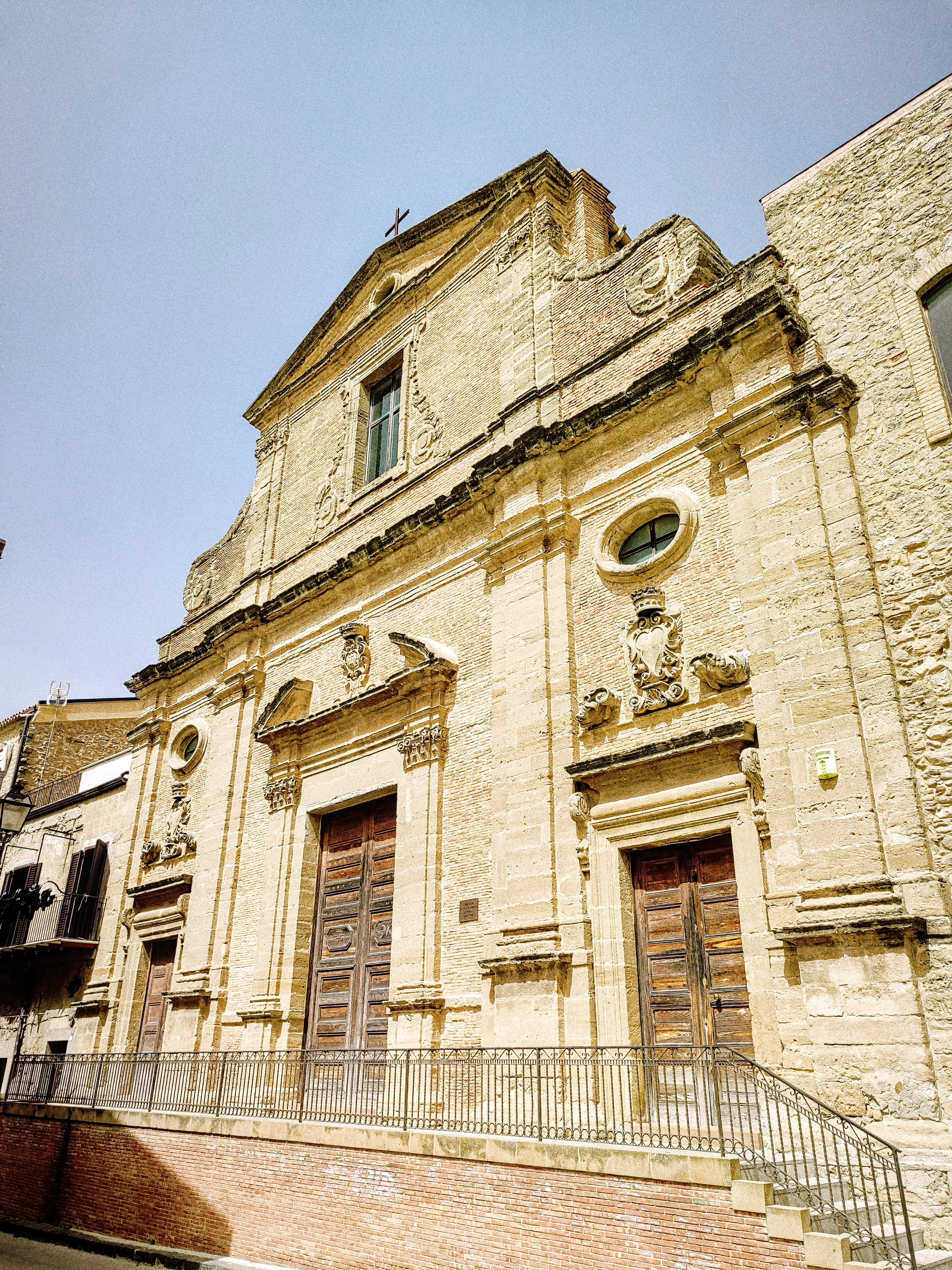
Mazzarino - Chiesa di Sant'Ignazio di Loyola

La chiesa di Sant'Ignazio di Loyola e l'annesso collegio dei Padri Gesuiti furono fondati dal principe di Butera e conte di Mazzarino, don Carlo Maria Carafa Branciforte nel 1694, al fine di poter accogliere a Mazzarino la Compagnia di Gesù.
La struttura, secondo le fonti pervenute, fu progettata dall'architetto gesuita Angelo Italia, già presente a Mazzarino per dirigere i lavori di edificazione del Duomo di Santa Maria della Neve, e alla stesura del progetto vi collaborò lo stesso Carafa. A seguito della morte prematura del principe e a seguire dello stesso architetto Italia, i lavori di costruzione furono portati a termine sotto la supervisione di fra Michele da Ferla.

#### Basilica di Santa Maria Assunta ad Alcamo (1699)
Progettata dall'anziano architetto, ormai infermo, in collaborazione con Giuseppe Diamante. Edificio a tre navate di cui quella centrale coperta a botte ribassata e lunettata, su grandi colonne monolitiche. Fu realizzata, su preesistenze medievali, dopo la morte dell'architetto e adornata di grandi affreschi del fiammingo Guglielmo Borremans. La facciata, di Emanuele Cardona, è del tardo Settecento.

#### Altre opere
- Cappella del Crocifisso nel duomo di Monreale (1672). Caratterizzata da una complessa iconografia biblica delle pareti, e del pavimento, intarsiato con la raffigurazione del Naufragio di Giona.
- Chiesa di Sant'Ignazio annessa al collegio dei gesuiti di Mazara del Vallo (probabilmente insieme a Giacomo Napoli); progettata nel 1675 ma eretta decenni dopo; a pianta centrale ellittica con l'asse maggiore trasversale, secondo un modello al tempo inedito in Sicilia[1]. Allo stato attuale dopo il crollo della cupola nel 1936 rimane la facciata e l'ordine bassa delle mura interne.
- Progetto del collegio gesuitico di Mazzarino (1694); completato nel 1730 c.a.
- Progetto della cupola della chiesa del Carmine Maggiore a Palermo
- Fontana marmorea presso l'ex Collegio Massimo dei Gesuiti a Palermo.
- Disegno della chiesa di San Francesco Borgia a Catania.
- Disegno della basilica collegiata di Santa Maria dell'Elemosina a Catania.

### Urbanistica
Dopo il terremoto del gennaio del 1693 che rase al suolo numerosi centri abitati della Sicilia sud-orientale, la ricostruzione avvenne spesso con la realizzazione di un nuovo organismo urbano su di un nuovo sito. 
Subito dopo il sisma, il principe di Santa Flavia incaricò di progettare la ricostruzione di Avola Angelo Italia, allora attivo a Palermo. Il frate con mezzi di trasporto di fortuna, a marzo è già sul posto per scegliere il nuovo sito e dare il progetto della nuova città. Da lì passa a Lentini e poi a Noto. Questi tre progetti di nuova urbanizzazione ne fanno la figura più importante della ricostruzione.

#### Progetto di Avola (1693)

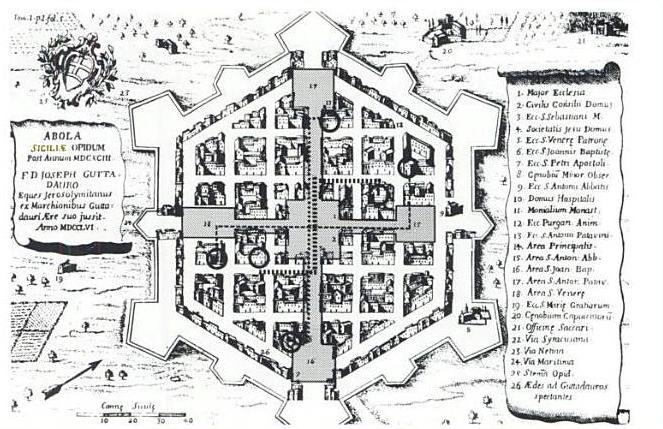
Pianta della città di Avola in una stampa settecentesca

Giunto ad Avola a febbraio, Angelo Italia scelse un'area pianeggiante, ricca d'acqua e relativamente vicina al mare. La localizzazione fu inizialmente contrastata dall'autorità vicereale che la riteneva poco difendibile, ma prevalse. L'architetto stesso con l'ausilio di 50 operai, tracciò sul terreno lo schema della nuova città, definendo non solo le strade e le mura, ma anche la posizione degli edifici pubblici e i lotti privatiDopo qualche settimana Italia partì lasciando la realizzazione pratica ai capomastri. Nel 1694 furono iniziati i lavori relativi ai principali edifici.
Lo schema urbanistico concilia una forma esagonale con due direttrici che si incontrano ortogonalmente in una piazza esagonale e che definiscono moduli quadrati di circa 100 metri di lato. Tale disegno, confrontabile anche con quello quasi contemporaneo usato per la ricostruzione di Grammichele, può essere riferito in generale alla tradizione teorica rinascimentale (Francesco di Giorgio Martini) ma sembra essere pervenuto nella cultura siciliana tramite il trattato di architettura militare allora più conosciuto: I Quattro Primi Libri di Architettura di Pietro Cataneo. Del resto anche Avola ebbe le mura i bastioni e i fossati, oggi non conservati.

#### Progetto di Carlentini e Lentini (1693)
Già ad aprile Italia giunse a Lentini. Anche per questa città e la vicinissima Carlentini il gesuita aveva provveduto, oltre che a disegnare un piano, ad individuare un altro sito dove ricostruire i due centri urbani completamente distrutti nel terremoto, come avevano previsto il duca di Camastra, vicario del re per la ricostruzione e il suo ingegnere militare Carlos de Grunenbergh.
Ma questa volta il tentativo fallisce per l'opposizione della popolazione e della Chiesa locale.
La città venne ricostruita sul vecchio sito, ma l'operazione durò molti anni e comportò ingenti spese.

#### Progetto della Noto Nuova (1693)
Fra Angelo Italia arrivò anche a Noto chiamato da Giuseppe Lanza, duca di Camastra, vicario generale per la ricostruzione del Val di Noto, e a lui probabilmente si deve il progetto urbanistico della città che si stabilì di ricostruire in altro sito 8 km più a valle, sul declivio del monte Meti. Lo schema prescelto richiama quello di Palma di Montechiaro (da Italia ben conosciuto) e tracciato, probabilmente, dal ragusano Antonino de Marco.
Tuttavia la storiografia non riconosce al progettista gesuita tutta la responsabilità progettuale, tenuto conto che i documenti e la tradizione fanno riferimento a diverse altre personalità tra cui non riesce facile distinguere i vari ruoli: dall'ingegnere De Grunenbergh, al matematico netino Giovanni Battista Landolina, all'architetto militare Giuseppe Formenti.